# 11706 Rijeka
11706 Rijeka este un asteroid din centura principală de asteroizi.

## Descriere
11706 Rijeka este un asteroid din centura principală de asteroizi. A fost descoperit pe 20 aprilie 1998 la Višnjan de Korado Korlević și M. Dusić. Asteroidul prezintă o orbită caracterizată de o semiaxă mare de 2,91 ua, o excentricitate de 0,06 și o înclinație de 2,0° în raport cu ecliptica.